# Perros y útiles de caza
Perros y útiles de caza ou Perros en traílla (« Chiens et outils de chasse ») est un tableau de Francisco de Goya réalisé en 1775 et appartenant à la première série de cartons pour tapisserie destinée à la salle à manger du Prince des Asturies au palais de l'Escurial.

## Contexte
Tous les tableaux de la première série sont destinés à la salle à manger du Prince des Asturies, c'est-à-dire de celui qui allait devenir Charles IV et de son épouse Marie Louise de Parme, au palais de l'Escurial. Le tableau fut livré à la Fabrique royale de tapisserie avec le reste de la série le 24 mai 1775.
Il fut considéré perdu jusqu'en 1869, lorsque la toile fut découverte dans le sous-sol du Palais royal de Madrid par Gregorio Cruzada Villaamil. Il réapparut dans la collection de Raimundo de Madrazo, qui le donna au Prado en 1894, où il est exposé dans la salle numéro 90 sous le numéro 753, étant de pair avec Chasse avec un appeau.
La série était composée de Chiens et outils de chasse, Chasse avec un appeau, La Partie de chasse, Le Pêcheur, Chasseur chargeant son fusil, Chasseur avec ses chiens, La Chasse au sanglier, Nature morte de gibier et Muchachos cazando con mochuelo.

## Analyse
Son format allongé est dû à l’emplacement auquel il était destiné : un dessus-de-porte de la salle-à-manger royale du monastère de l’Escurial. La chasse, plaisir favori du roi et de son fils, fut choisie pour ce site où ils réalisaient cette activité.
L’influence de Francisco Bayeu et de Anton Raphael Mengs est clairement visible. Son beau-frère et contemporain Bayeu dirigeait Goya qui restait inhibé au point que les œuvres de cette époque des deux peintres peuvent être confondues.
La vue en contre-plongée est liée à la position finale de la tapisserie, en haut de porte. Les chiens sont situés sur un monticule formant une pyramide dans le style de Mengs. Les couleurs du ciel et des arbustes se fondent dans les tons bleus et verts, comme pour son pendant, La Chasse à l’appeau.